# Dodgeball Belgium
Dodgeball Belgium is de overkoepelende organisatie voor de Belgische Dodgeball Clubs. De organisatie is verantwoordelijk voor het organiseren van de Belgische dodgeballcompetitie en voor het vertegenwoordigen van België op internationale dodgeballtoernooien. Dodgeball, ook wel bekend als trefbal, is een dynamische teamsport waarbij spelers proberen elkaar te raken met een bal terwijl ze tegelijkertijd proberen zelf niet geraakt te worden. Het spel vereist behendigheid, snelheid en strategisch denken.

## Nationaal
Het begon met twee pionierende clubs: Ghent Wolves uit Gent en Alcatraz Schaerbeek uit Brussel. Beide clubs werden opgericht in 2018 en waren de eerste officiële dodgeball teams in België.
Datzelfde jaar nam België voor het eerst deel aan het Europees Kampioenschap, waar het team de prijs voor Fair Play won. Dit was een belangrijke mijlpaal en een bron van inspiratie voor de verdere groei van de sport in het land.
Na het succes van de eerste twee clubs, breidde Dodgeball Belgium zich snel uit. In 2020 werden twee nieuwe clubs opgericht: Golden Spurs Dodgeball Kortrijk in Kortrijk en Grizzlies Dodgeball Club de Jodoigne in Geldenaken. Deze uitbreiding gaf de sport een bredere geografische spreiding en trok meer deelnemers aan.
De groei zette door in 2021 met de oprichting van Antwerp Dodgeball Club in Antwerpen, wat de sport in een van de grootste steden van België introduceerde.
In 2024 breidde Dodgeball Belgium zich nog verder uit met de oprichting van Thunderducks Dodgeball Tienen in Tienen en Honeybees Oupeye Dodgeball in Luik. Deze nieuwe clubs markeren een voortdurende interesse en betrokkenheid bij dodgeball in verschillende delen van België.
Hieronder vindt u een overzicht van de actieve Dodgeball clubs in België:
| Dodgeball Club                       | Plaats     | Jaar Opgericht |
| ------------------------------------ | ---------- | -------------- |
| Ghent Wolves Dodgeball Club          | Gent       | 2018           |
| Alcatraz Dodgeball Club - Schaerbeek | Brussel    | 2018           |
| Golden Spurs Dodgeball Kortrijk      | Kortrijk   | 2020           |
| Grizzlies Dodgeball Club de Jodoigne | Geldenaken | 2020           |
| Antwerp Dodgeball Club               | Antwerpen  | 2021           |
| Thunderducks Dodgeball Tienen        | Tienen     | 2024           |
| Honeybees Oupeye Dodgeball           | Luik       | 2024           |

## Internationaal
Ook op internationaal vlak speelt Dodgeball Belgium een grote rol. Het nationale team, genaamd de Red Raptors, nam in 2018 voor de eerste maal deel aan het Europees Kampioenschap en won er de prijs van de Fair Play.
| Jaar | Kampioenschap | Gastheer   | Plaats             | Eindstand Mixed | Eindstand Mannen | Eindstand Vrouwen |
| ---- | ------------- | ---------- | ------------------ | --------------- | ---------------- | ----------------- |
| 2024 | WK            | Oostenrijk | Graz               | 11 van 25       | 18 van 26        | 17 van 22         |
| 2023 | EK            | Kroatië    | Osijek             | 16 van 18       | 11 van 19        | 15 van 17         |
| 2022 | EK            | Nederland  | Drachten           | 15 van 15       | 16 van 16        | 15 van 15         |
| 2019 | EK            | Engeland   | Newcastle          | 15 van 16       |                  |                   |
| 2018 | EK            | Italië     | Lignano Sabbiadoro | 15 van 16       | 16 van 16        | 13 van 13         |

* = moet nog gespeeld worden